# Michelle Trachtenberg
Michelle Christine Trachtenberg (IPA: ˈtɹæktənbɜrg;) (New York, 1985. október 11. –‎ New York, 2025. február 26.) amerikai színésznő, modell. 
Karrierjét gyerekszínészként reklámfilmekben kezdte, ezt követően számos filmben és televíziós műsorban is szerepelt. Első komolyabb szerepe a Pete és kis Pete című ifjúsági sorozatban volt, majd több Nickelodeon-produkcióban felbukkant. Legismertebb televíziós alakításai közé tartozik Dawn Summers a Buffy, a vámpírok réme (2000–2003) és Georgina Sparks a Gossip Girl – A pletykafészek (2007–2012) című sorozatokban.

## Fiatalkora
1985. október 11-én született New York Cityben, Lana és Michael Trachtenberg gyermekeként. Szülei zsidó bevándorlók voltak, apja Németországból, anyja a Szovjetunióból, az ukrajnai Odesszából érkezett. Trachtenberg nagyszülei Izraelben laktak. Egy nővére volt, Irene.
A brooklyni Sheepshead Bay-ben nevelkedett, és itt is járt iskolába, a The Bay Academy for the Arts and Sciences-be. Később a Notre Dame High Schoolban tanult, Los Angelesben.

## Pályafutása

### Karrierjének kezdete és aBuffy, a vámpírok réme(1988–2005)
Élete első szerepét hároméves korában, egy Wisk mosószerreklámban kapta. Ezt követően más reklámokban is látható volt. A televízió képernyőjén először az Esküdt ellenségek második évadjában tűnt fel, egy kisebb szerepben. Első komolyabb szerepe a Nickelodeon Pete és kis Pete című ifjúsági sorozatában volt, 1994 és 1996 között Nona F. Mecklenberget játszotta. Ugyanebben az időben került be az ABC csatorna All My Children című szappanoperájának szereplőgárdájába is. Egy drogellenes kampányban is szerepelt Bill Clinton akkori amerikai elnökkel együtt.
Filmes karrierje 1996-ban indult, amikor főszerepet kapott a Harriet, a kém című filmben. Emiatt a harmadik évad közepén ki kellett szállnia a Pete és kis Pete sorozatból. Ezután következett a mindössze pár epizódot megélt Meego, alakításáért elnyerte a Young Artist Award-ot. 1999-ben a Bigyó felügyelő, majd Az nem lehet mennyország című filmekben játszott. 2000-ben megkapta az igazi áttörést hozó szerepet: Dawn Summerst alakíthatta a Buffy, a vámpírok réme című sorozatban, egészen 2003-ig. Ugyanebben az időben vezette a Discovery Kids Truth or Scare című műsorát is.
Miután mindkét sorozat befejeződött, a 2004-es Eurotúra című vígjátékban tért vissza a filmezéshez. A Titokzatos bőr című filmdráma is ebben az évben jelent meg, a Velencei Nemzetközi Filmfesztiválon is bemutatták. Szintén 2004-ben visszatérő szerepet kapott az HBO Sírhant művek című sorozatában. 2005-ben főszerepet osztottak rá a Walt Disney Pictures Jéghercegnő című vígjátékában.

### Gossip Girlés más munkák (2006–2010)
2006-ban vendégszereplő volt a Doktor House második évadjának egyik epizódjában: elmondása szerint nagyon szerette a sorozatot, és megkérte az egyik producert, aki közeli barátja volt, hogy hadd kaphasson benne szerepet. Ugyanebben az évben vendégszerepelt az Esküdt ellenségek: Bűnös szándék hatodik évadjában, illetve 2004–2007 között feltűnt három videóklipben – Fall Out Boy This Aint't A Scene, It's an Arms Race, Ringside Tired of Being Sorry, Trapt Echo. 2006-ban a Fekete karácsony című horrorfilm szereplője volt.
2007-ben kapta meg a Gossip Girl – A pletykafészek című sorozatban Georgina Sparks szerepét, eleinte vendégszereplőként, majd a hatodik, utolsó évad egyik főszereplőjeként. 2009-ben az egy évadot megélt Mercy angyalai-ban játszott. A filmvásznon is újra felbukkant, a Megint 17 és a Két kopper című filmvígjátékokban.

### Későbbi munkássága (2011–2024)
2011-ben szerepelt a Zűrös szerelmek című antológiasorozat három epizódjában, valamint vendégszerepelt a Nancy ül a fűben hetedik évadjában. Ugyanebben az évben felkerült a Maxim magazin címlapjára. 2014-ben a The Scribbler című sci-fi filmben volt látható. Ettől kezdve már kevesebb szerepet vállalt, visszavonult a nagy nyilvánosságtól leginkább sorozatok egy-egy epizódjában volt vendégszereplő, illetve websorozatokban játszott. 2016-ban azt nyilatkozta, hogy a Writers Guild of America (amerikai írószakszervezet) tagja lett és több történet megírásában közreműködött.
Utolsó nagyobb projektjei a Gossip Girl 2020-as, mindössze két évadot megélt folytatása, valamint 2023-ban az Apple TV Harriet, a kém című animációs sorozatában vállalt szinkronszerepe voltak. Tervei szerint 2025 márciusában részt vett volna a Spyral című filmje jótékonysági vetítésén Texasban, amelyben még évekkel korábban szinkronizált, de csak nem sokkal korábban mutatták be.

## Magánélete és halála
Trachtenberg sosem ment férjhez és gyerekei sem születtek, a magánélete pedig javarészt rejtett volt a nyilvánosság számára. Utolsó éveiben az ügynökével, Jay Cohennel élt hosszú távú párkapcsolatban.
2024 elején jelentek meg képek a színésznőről az interneten, amelyeken láthatóan lefogyott, az arca beesett, és sárgasága volt. Ezekre csak annyit reagált, hogy boldog és egészséges.
A színésznő holttestére 2025. február 26-án reggel 8 óra körül talált rá édesanyja a New York-i Columbus körút közelében található luxuslakásában. A rendőrség kizárta az idegenkezűséget, egyéb adatot nem közöltek. A halál pontos okát nem állapították meg, de az kiderült, hogy hónapokkal korábban májátültetésen esett át. Szülei vallási okokból megtagadták a boncolást is (amit megtehettek, mert nem merült fel idegenkezűség gyanúja). Áprilisban aztán a toxikológiai vizsgálatok eredményei nyilvánosságra kerültek, és ezek alapján cukorbetegség szövődményeibe halt bele.

## Filmográfia

### Film
| Év   | Magyar cím                               | Eredeti cím                             | Szerep                         | Magyar hang        |
| ---- | ---------------------------------------- | --------------------------------------- | ------------------------------ | ------------------ |
| 1995 | Titkos bűnök                             | Melissa                                 | Lena (stáblistán nem szerepel) |                    |
| 1996 | Harriet, a kém                           | Harriet the Spy                         | Harriet M. Welsch              | Mánya Zsófia       |
| 1998 | Richie Rich 2. – A rosszcsont karácsonya | Richie Rich's Christmas Wish            | Gloria                         |                    |
| 1999 | Bigyó felügyelő                          | Inspector Gadget                        | Penny Brown                    | Bogdányi Titanilla |
| 1999 | Az nem lehet mennyország                 | Can't Be Heaven                         | Julie                          |                    |
| 2004 | Eurotúra                                 | EuroTrip                                | Jennifer                       | Vadász Bea         |
| 2004 | Titokzatos bőr                           | Mysterious Skin                         | Wendy Peterson                 |                    |
| 2005 | Jéghercegnő                              | Ice Princess                            | Casey Carlyle                  | Bogdányi Titanilla |
| 2006 |                                          | Beautiful Ohio                          | Sandra                         |                    |
| 2006 | Fekete karácsony                         | Black Christmas                         | Melissa Kitt                   | Sánta Annamária    |
| 2008 | Az őszi alkony sárkányai                 | Dragonlance: Dragons of Autumn Twilight | Tika Waylan (hangja)           |                    |
| 2009 | Árral szemben                            | Against the Current                     | Suzanne                        | Berkes Boglárka    |
| 2009 | Megint 17                                | 17 Again                                | Maggie O'Donnell               | Nemes Takách Kata  |
| 2010 | Két kopper                               | Cop Out                                 | Ava Monroe                     | Györfi Anna        |
| 2010 |                                          | DC Showcase: Jonah Hex (rövidfilm)      | lány a bárban (hangja)         |                    |
| 2011 | Szédületes éjszaka                       | Take Me Home Tonight                    | Ashley                         | Nemes Takách Kata  |
| 2013 |                                          | Sexy Evil Genius                        | Miranda Prague                 |                    |
| 2014 |                                          | The Scribbler                           | Alice                          |                    |
| 2024 |                                          | Spyral (dokumentumfilm)                 | Michelle Cody White (hangja)   |                    |

### Televízió
| Év        | Magyar cím                              | Eredeti cím                        | Szerep                 | Megjegyzés                                       |
| --------- | --------------------------------------- | ---------------------------------- | ---------------------- | ------------------------------------------------ |
| 1991      | Esküdt ellenségek                       | Law & Order                        | Dinah Driscoll         | 1 epizód (stáblistán nem szerepel)               |
| 1993      | Clarissa                                | Clarissa Explains It All           | Elsie Soaperstein      | 1 epizód                                         |
| 1993–1996 |                                         | All My Children                    | Lily Benton Montgomery |                                                  |
| 1994–1996 | Pete és kis Pete                        | The Adventures of Pete & Pete      | Nona F. Mecklenberg    | 14 epizód                                        |
| 1996      | Dave világa                             | Dave's World                       | Angela                 | 1 epizód                                         |
| 1996      |                                         | Space Cases                        | tréfacsináló           | 1 epizód                                         |
| 1996      | Karácsonyi szerelem                     | A Holiday for Love                 | Noelle Murphy          | - tévéfilm - magyar hangja: - Mánya Zsófia       |
| 1997      |                                         | Meego                              | Maggie Parker          | főszereplő (13 epizód)                           |
| 1998      | Azúrkék nyomok                          | Blue's Clues                       | önmaga                 | 1 epizód                                         |
| 1998      |                                         | Reading Rainbow                    | önmaga / narrátor      | 1 epizód                                         |
| 1998      |                                         | Guys Like Us                       | Katie                  | 1 epizód                                         |
| 1998–1999 |                                         | Figure It Out                      | önmaga                 | 12 epizód                                        |
| 2000      | Apai választás                          | A Father's Choice                  | Kelly McClain          | tévéfilm                                         |
| 2000–2003 | Buffy, a vámpírok réme                  | Buffy the Vampire Slayer           | Dawn Summers           | főszereplő (66 epizód)                           |
| 2001–2003 |                                         | Truth or Scare                     | önmaga (műsorvezető)   | 20 epizód                                        |
| 2004      | Sírhant művek                           | Six Feet Under                     | Celeste                | 4. évad (4 epizód)                               |
| 2005      | Tragikus baleset                        | The Dive from Clausen's Pier       | Carrie Beal            | - tévéfilm - magyar hangja: - Bogdányi Titanilla |
| 2006      | Doktor House                            | House                              | Melinda Bardach        | 1 epizód                                         |
| 2006      | Esküdt ellenségek: Bűnös szándék        | Law & Order: Criminal Intent       | Lisa Willow Tyler      | 1 epizód                                         |
| 2006–2018 | Robotcsirke                             | Robot Chicken                      | több szereplő hangja   | 6 epizód                                         |
| 2008      | Családi futam                           | The Circuit                        | Kylie Shines           | - tévéfilm - magyar hangja: - Tamási Nikolett    |
| 2008–2012 | Gossip Girl – A pletykafészek           | Gossip Girl                        | Georgina Sparks        | visszatérő szerep (1-6. évad) 28 epizód          |
| 2009–2010 | Mercy angyalai                          | Mercy                              | Chloe Payne            | főszereplő 1. évad (22 epizód)                   |
| 2009      |                                         | The Super Hero Squad Show          | Valkyrie (hangja)      | 2 epizód                                         |
| 2011      | Zűrös szerelmek                         | Love Bites                         | Jodie                  | 3 epizód                                         |
| 2011      | Nancy ül a fűben                        | Weeds                              | Emma Karlin            | 5 epizód                                         |
| 2013      | Gyilkos elmék                           | Criminal Minds                     | Diane Turner           | 1 epizód                                         |
| 2013      | A Kennedy gyilkosság                    | Killing Kennedy                    | Marina Oswald          | tévéfilm                                         |
| 2013      | NCIS: Los Angeles                       | NCIS: Los Angeles                  | Lily Lockhart          | 1 epizód                                         |
| 2015      | Az Álmosvölgy legendája                 | Sleepy Hollow                      | Abigail Adams          | 1 epizód                                         |
| 2015      |                                         | SuperMansion                       | Blood Moon (hangja)    | 1 epizód                                         |
| 2015      |                                         | The Christmas Gift                 | Megan                  | tévéfilm                                         |
| 2015      |                                         | Guidance                           | Anna                   | websorozat (6 epizód)                            |
| 2016      |                                         | Chopped Junior                     | önmaga                 | 1 epizód                                         |
| 2016      |                                         | Sister Cities                      | Dallas Baxter          | tévéfilm                                         |
| 2016      | John Oliver-show az elmúlt hét híreiről | Last Week Tonight with John Oliver | önmaga                 | 1 epizód                                         |
| 2018      |                                         | Human Kind Of                      | Judy                   | websorozat (21 epizód)                           |
| 2021      |                                         | Meet, Marry, Murder                | önmaga (műsorvezető)   | websorozat (13 epizód)                           |
| 2022–2023 | Gossip Girl – A pletykafészek           | Georgina Sparks                    | 2 epizód               |                                                  |
| 2023      | Harriet, a kém                          | Harriet the Spy                    | Dr. Wagner (hangja)    | 1 epizód                                         |

## Fordítás
- Ez a szócikk részben vagy egészben  a   Michelle Trachtenberg című angol Wikipédia-szócikk ezen változatának fordításán alapul.  Az eredeti cikk szerkesztőit annak laptörténete sorolja fel. Ez a jelzés csupán a megfogalmazás eredetét és a szerzői jogokat jelzi, nem szolgál a cikkben szereplő információk forrásmegjelöléseként.